# 穆爾河 (巴登-符騰堡州)
48°56′48″N 9°15′5″E / 48.94667°N 9.25139°E

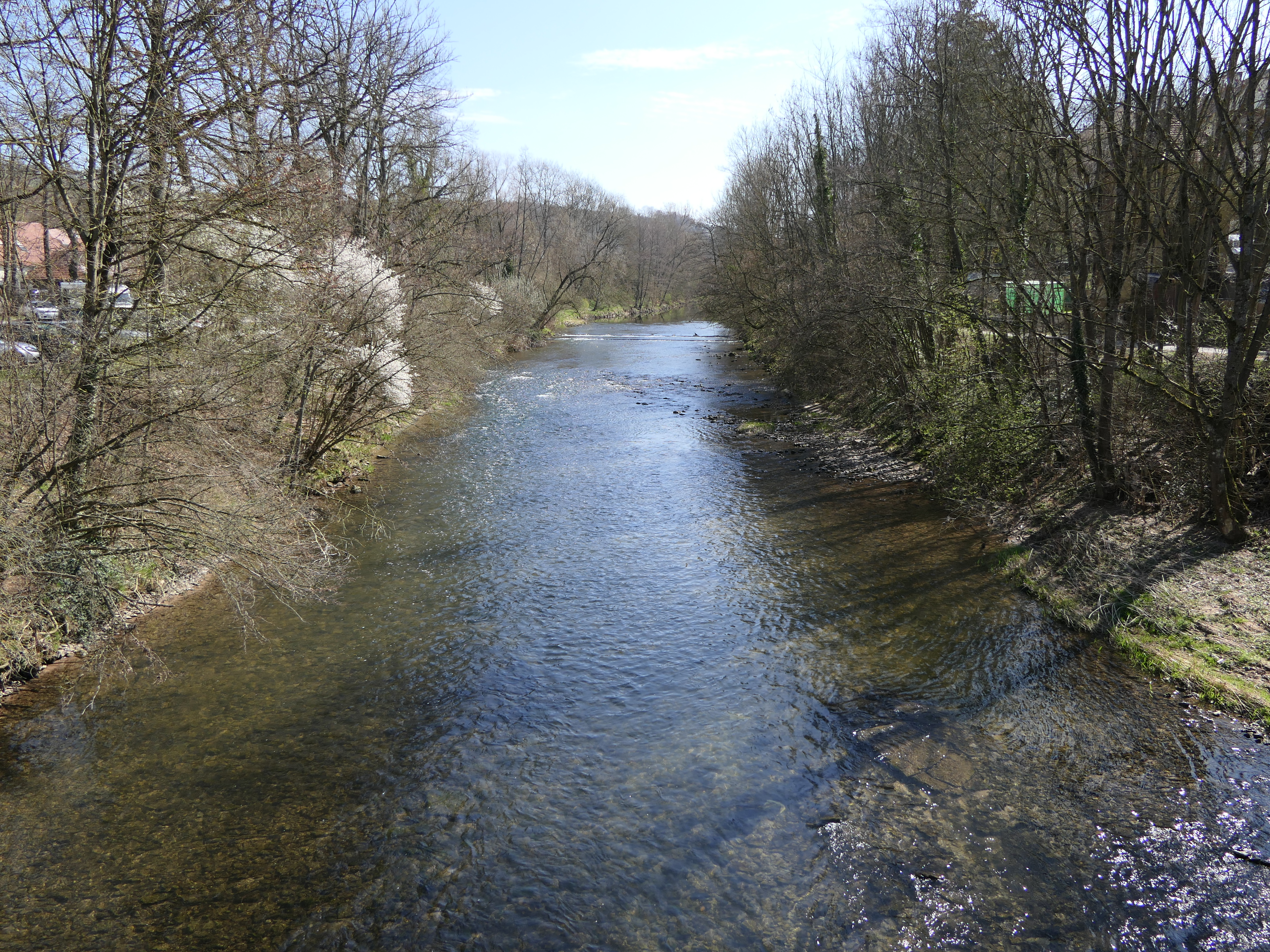
穆爾河

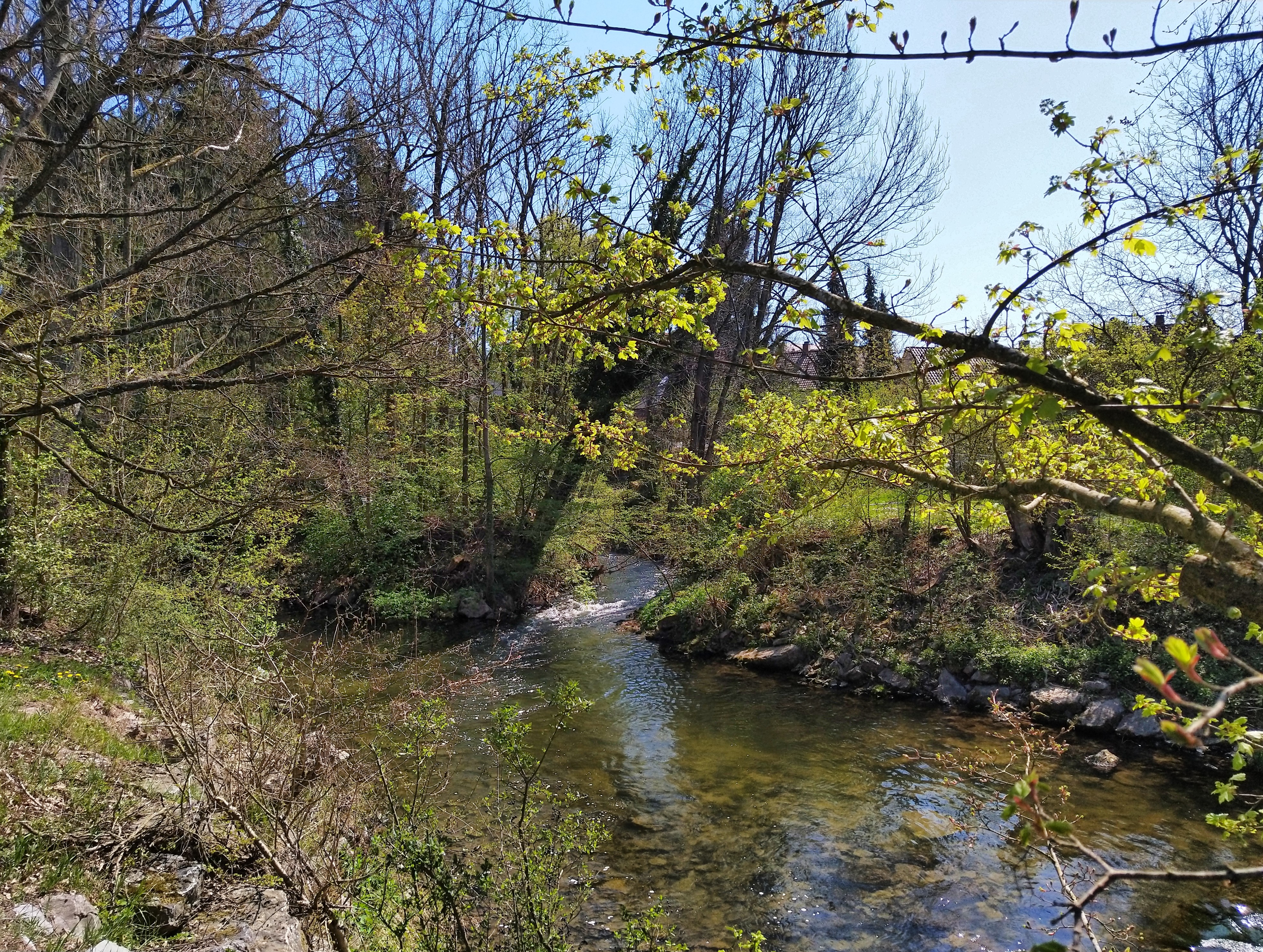
穆爾河

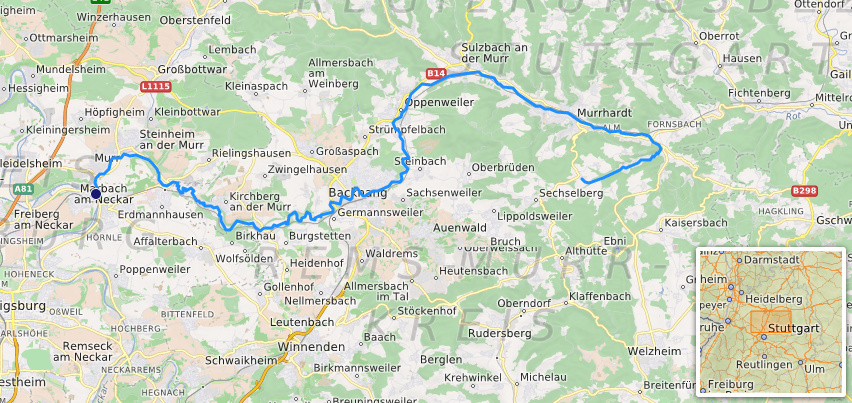
流域圖（藍線）

穆爾河（德語：Murr，發音：[mʊʁ] ⓘ）是德國巴登－符騰堡州的河流，屬於內卡河的右支流，河道全長54公里，流域面積507平方公里，發源自穆尔哈特以南，河口處在馬爾巴赫以北。

## 外部連結
- http://www.naturpark-schwaebisch-fraenkischer-wald.de/ （页面存档备份，存于）
- http://www.naturpark-sfw.de/ （页面存档备份，存于）

Murr Badtorstraße.jpg